# Resolució 911 del Consell de Seguretat de les Nacions Unides
La Resolució 911 del Consell de Seguretat de les Nacions Unides fou adoptada per unanimitat el 21 d'abril de 1994. Després de reafirmar les resolucions 813 (1993), 856 (1993) i 866 (1993), el Consell va acollir amb beneplàcit els progressos aconseguits cap a l'establiment del Govern Nacional de Transició a Libèria, però estava preocupat pels retards posteriors en l'aplicació de l'Acord de pau de Cotonou i va ampliar el mandat de la Missió d'Observació de les Nacions Unides a Libèria (UNOMIL) fins al 22 d'octubre de 1994.
Va expressar la seva preocupació per la renovada lluita entre les parts a Libèria i el seu impacte negatiu en el procés de desarmament i ajuda humanitària. Es va encomanar el paper de la Comunitat Econòmica dels Estats de l'Àfrica Occidental (ECOWAS) en el procés de pau i per al Grup de Seguiment de la Comunitat Econòmica dels Estats d'Àfrica Occidental (ECOMOG) per ajudar a implementar el procés de pau. Es va encomanar l'estreta cooperació entre la UNOMIL i l'ECOMOG i es va estendre als estats africans que havien contribuït a l'ECOMOG. També es va assenyalar que el calendari modificat del procés de pau exigia que se celebressin eleccions el 7 de setembre de 1994.
El Consell va prorrogar el mandat de la UNOMIL amb l'enteniment que revisarà la situació a Libèria abans del 18 de maig de 1994 sobre si el Consell d'Estat del Govern Nacional de Transició de Libèria ha estat totalment instal·lat i hi ha hagut progressos substancials en les converses de pau. A tot tardar el 30 de juny de 1994, es realitzaria una revisió sobre el funcionament del govern de transició, el progrés en el desarmament i la desmobilització i la preparació de les eleccions.
Es va demanar a tots els partits que cessessin les hostilitats i que treballessin pel desarmament, la instal·lació del govern de transició i una Assemblea Nacional perquè es pogués establir una administració civil unificada al país. Es va instar també a les parts a garantir la seguretat del personal de la UNOMIL i contribuir al lliurament de l'assistència humanitària.
Es va animar als Estats membres a contribuir econòmicament a l'ECOMOG per facilitar l'enviament de reforços per part dels estats africans. A més, es va lloar l'assistència que van proporcionar i es van acollir els esforços del Secretari General Boutros Boutros-Ghali per fomentar el diàleg.